# Witherlea
Witherlea est une localité de la région de Malborough, située dans l’île du Sud de la Nouvelle-Zélande.

## Situation
C’est une banlieue du sud du district central de la ville de Blenheim,.

## Population
Selon le recensement de 2013 en Nouvelle-Zélande, Witherlea a une population de 4 836 habitants, en augmentation de 270 personnes depuis celui de recensement de 2006 en Nouvelle-Zélande.
Il y a 2 343 hommes et 2 493 femmes.

## Éducation
L’école de Witherlea est une école mixte, contribuant au primaire (allant de l’année 1 à 6) avec un effectif de 376 élèves en mars 2009.